# Гордиенко (казацкий род)
Гордиенко (укр. Гордієнко, пол. Gordienko)  — казацко-старшинский род украинского происхождения, позднее возведённый в малороссийское дворянское достоинство. Из Гордиенко происходят военный и политический деятель Запорожской Сечи и Гетман Дубоссарский Константин Гордеевич Гордиенко, а также нескольких представителей высшей войсковой аристократии Войска Запорожского и Гетманщины.

## Происхождение рода
Род Гордиенко происходит из среды запорожского казачества. Согласно историческим источникам, основателем рода считается Кость Гордиенко (настоящее имя — Костянтин Гордієнко), родившийся около 1670 года на территории Гетманщины. О его родителях сведений немного, однако предполагается, что он происходил из казацко-старшинской семьи. 
Фамилия «Гордиенко» является патронимической и восходит к имени «Гордій» (Гордий), популярному на территории Украины в XVII веке. Уже в период XVIII века представители рода начинают упоминаться в документах как потомственные дворяне, особенно после ликвидации Запорожской Сечи и интеграции казачества в дворянство Российской империи.

## Известные представители

### Кость Гордиенко (примерно 1660–1733)
Кошевой атаман: Чертомлыской Сечи, Запорожской Сечи, Каменской Сечи и Алешковской Сечи, Гетман Дубоссарский. Избирался кошевым атаманом не менее 16 раз, что свидетельствует о его выдающемся авторитете среди казаков. Активно участвовал в борьбе за автономию Запорожья и поддержал Ивана Мазепу в союзе с шведским королем Карлом XII во время Северной войны. После поражения под Полтавой продолжил сопротивление в составе остатков Войска Запорожского и эмигрировал в Крымское ханство, где стал Гетманом Дубоссарский Умер в 1733 году. Кость Гордиенко считается символом независимости Запорожской Сечи. Его имя носит одна из улиц в Херсоне и установлены памятные знаки на территории Украины.

### Потомки
Хотя прямая генеалогическая линия Кости Гордиенко недостаточно документирована, род Гордиенко продолжал существовать в пределах Российской империи, особенно в южных губерниях (Херсонская, Екатеринославская, Таврическая). Некоторые представители рода были внесены в дворянские родословные книги. Служили в армии, местных администрациях и участвовали в общественной жизни региона. В XIX веке фамилия Гордиенко встречается в списках потомственного дворянства.

## Описание герба
Щит разделён на две симметричные части с декоративным орнаментом, напоминающим стилизованное растение или плащ. В центре размещено копьё с круглым навершием, пересечённое двумя саблями, направленными в стороны. Над копьём — перекрещённые стрелы. Вокруг щита — множество традиционного казацкого оружия: пики, сабли, алебарды, стрелы с наконечниками разных форм. В нижней части — круглая мишень с концентрическими кольцами, по бокам которой изображены пушки.
Символика:
- Центральное копьё и сабли — воинская слава и боевой дух.
- Окружающее оружие — принадлежность к запорожскому казачеству.
- Мишень — военное мастерство и меткость.
- Обилие вооружения подчеркивает защитный и наступательный характер рода.